# Hull and Hornsea Railway
| Hornsea Rail Trail |                      |                           |                           |
| Spurweite: | 1435 mm (Normalspur) |                           |                           |
| |                      |                           |                           |
| \| \| \| Hornsea Town \| \| \| \| Hornsea Bridge \| \| \| \| Wassand \| \| \| \| Sigglesthorne \| \| \| \| Whitedale \| \| \| \| Burton Constable \| \| \| \| Ellerby \| \| \| \| Skirlaugh \| \| \| \| Swine \| \| \| \| Sutton-on-Hull \| \| \| \| Hull Drypool (Güter) \| \| \| \| Hull and Barnsley Railway \| \| \| \| nach Withernsea \| \| \| \| Hull Wilmington \| \| \| \| River Hull \| \| \| \| Hull and Barnsley Railway \| \| \| \| Hull Stepney \| \| \| \| Hull Botanic Gardens \| \| \| \| von Scarborough \| \| \| \| von York \| \| \| \| Hull Paragon \| |                      |                           |                           |
| Kopfbahnhof Streckenanfang (Strecke außer Betrieb) |                      | Hornsea Town              | Hornsea Town              |
| Haltepunkt / Haltestelle (Strecke außer Betrieb) |                      | Hornsea Bridge            | Hornsea Bridge            |
| Haltepunkt / Haltestelle (Strecke außer Betrieb) |                      | Wassand                   | Wassand                   |
| Haltepunkt / Haltestelle (Strecke außer Betrieb) |                      | Sigglesthorne             | Sigglesthorne             |
| Haltepunkt / Haltestelle (Strecke außer Betrieb) |                      | Whitedale                 | Whitedale                 |
| Haltepunkt / Haltestelle (Strecke außer Betrieb) |                      | Burton Constable          | Burton Constable          |
| Haltepunkt / Haltestelle (Strecke außer Betrieb) |                      | Ellerby                   | Ellerby                   |
| Haltepunkt / Haltestelle (Strecke außer Betrieb) |                      | Skirlaugh                 | Skirlaugh                 |
| Haltepunkt / Haltestelle (Strecke außer Betrieb) |                      | Swine                     | Swine                     |
| Haltepunkt / Haltestelle (Strecke außer Betrieb) |                      | Sutton-on-Hull            | Sutton-on-Hull            |
| Betriebs-/Güterbahnhof Streckenanfang und quer (Strecke außer Betrieb) · Abzweig geradeaus und von rechts (Strecke außer Betrieb) |                      | Hull Drypool (Güter)      | Hull Drypool (Güter)      |
| Kreuzung geradeaus unten (Strecke geradeaus außer Betrieb) |                      | Hull and Barnsley Railway | Hull and Barnsley Railway |
| Abzweig geradeaus und von links (Strecke außer Betrieb) |                      | nach Withernsea           | nach Withernsea           |
| Haltepunkt / Haltestelle (Strecke außer Betrieb) |                      | Hull Wilmington           | Hull Wilmington           |
| Brücke über Wasserlauf (Strecke außer Betrieb) |                      | River Hull                | River Hull                |
| Kreuzung geradeaus unten (Strecken außer Betrieb) |                      | Hull and Barnsley Railway | Hull and Barnsley Railway |
| Haltepunkt / Haltestelle (Strecke außer Betrieb) |                      | Hull Stepney              | Hull Stepney              |
| Haltepunkt / Haltestelle (Strecke außer Betrieb) |                      | Hull Botanic Gardens      | Hull Botanic Gardens      |
| Abzweig ehemals geradeaus und von rechts |                      | von Scarborough           | von Scarborough           |
| Abzweig geradeaus und von rechts |                      | von York                  | von York                  |
| Kopfbahnhof Streckenende |                      | Hull Paragon              | Hull Paragon              |

Die Hull and Hornsea Railway war eine Eisenbahnstrecke in der nordenglischen Grafschaft East Riding of Yorkshire. Sie verband Kingston upon Hull mit dem Seebad Hornsea an der Nordseeküste und war von 1864 bis 1964 in Betrieb.

## Geschichte
Im Jahre 1847 schlug die York and North Midland Railway den Bau einer Eisenbahnstrecke nach Hornsea vor, die nahe dem Dorf Arram nördlich von Beverley von der Yorkshire Coast Line abzweigen sollte. Jedoch wurde das Projekt aufgrund des Rücktritts des Y&NMR-Vorsitzenden George Hudson nicht realisiert.
Am 8. Oktober 1862 erfolgte schließlich der Bau einer zweiten, direkt von Hull nach Hornsea verlaufenden Variante, für die sich der in Hull ansässige Holzhändler Joseph Armytage Wade eingesetzt hatte. Ursprünglich sollte die Trasse an der Ostseite der damaligen Cleveland Street (heute Stoneferry Road) beginnen und den Bahnhof Hornsea Bridge als Endpunkt haben. Jedoch wurde sie im Zuge einer Planänderung bis direkt an die Küste verlängert. Aufgrund des sumpfigen Bodens entlang des Endabschnitts wurde dessen Bau sehr aufwendig, was eine Kostensteigerung von anfangs 68.000 £ auf 122.000 £ zur Folge hatte.
Die Strecke wurde am 28. März 1864 um 12 Uhr mittags mit der Abfahrt des ersten Zuges vom Bahnhof Wilmington offiziell eröffnet. Als die betreibende Eisenbahngesellschaft in finanzielle Schwierigkeiten geriet, fusionierte sie schließlich am 16. Juli 1866 mit der North Eastern Railway. In der Folgezeit kam die Bahnlinie in den Besitz der London and North Eastern Railway und wurde nachfolgend von British Rail aufgekauft.
1964 fiel die Strecke den Einsparungsplänen Richard Beechings zum Opfer, sodass der letzte Personenzug am 19. Oktober desselben Jahres auf ihr verkehrte. Gütertransporte wurden letztmals am 3. Mai 1965 bis zur Station Hornsea Bridge abgewickelt.
Auf der ehemaligen Bahntrasse existiert heute mit dem Hornsea Rail Trail ein Radwanderweg.